# Guillermo Vallori
Guillermo Juan Vallori (Palma di Maiorca, 25 giugno 1982) è un ex calciatore spagnolo, di ruolo difensore.

## Carriera
Ha iniziato a giocare nelle piccole squadre del CD San Francisco e del CD Ferriolense per poi passare alle giovanili del Real Club Deportivo Mallorca. Negli anni seguenti gioca poi nel RCE Santa Ponsa e nel PD Santa Eulalia. Il 4 luglio 2007 viene ingaggiato dagli svizzeri del Grasshoppers. Debutta ufficialmente in campionato il 29 settembre nella partita contro lo Young Boys segnando al minuto 63 il secondo dei 3 gol che consentono di pareggiare la partita per 3-3. Segna la sua prima doppiette l'8 marzo seguente in Grasshoppers-Thun 4-0. Il 19 luglio seguente debutta in ambito europeo in Grasshoppers-Černomorec 3-0 valevole per il 3º turno dell'ultima edizione della Coppa Intertoto. Segna invece un autogol nella disfatta (6-0) del 3º turno di Coppa Uefa contro il Lech Poznań il 14 agosto e poi segna di nuovo contro il Thun il 31 agosto (1-3), contro il Lucerna il 26 luglio 2009 (2-1) e mette a segno una tripletta il 12 ottobre 2010 nel 12-0 contro il FC Gumefens/Sorens valevole per la Coppa Svizzera. Il 20 agosto 2011 in Servette-Grasshoppers 3-4 segna un gol da 70 metri ingannando il portiere avversario.